# Ново-Савиново
Ново-Савиново —починок в Уржумском районе Кировской области в составе Лазаревского сельского поселения.

## География
Находится на правобережье реки Вятка на расстоянии примерно 32 километра по прямой на юг-юго-восток от районного центра города Уржум непосредственно к северу от села Лазарево.

## История
Известен с 1915 года. В 1926 году учтено дворов 17 и жителей 81, в 1950 29 и 109, в 1989 56 жителей . 

## Население
Постоянное население  составляло 42 человека (русские 31%, татары 67%) в 2002 году, 29 в 2010.